# Justine Pasek
Justine Pasek Embaixador(a) da boa vontade da FAO (nascida Yostin Lissette Pasek Patiño; Carcóvia, 29 de agosto de 1979) é uma rainha da beleza e modelo do Panamá que foi coroada Miss Universo 2002 após a destituição da vencedora da edição, a russa Oxana Fedorova.
Ela é até hoje a primeira de seu país a ter ostentando este título.

## Biografia
Nascida em Kharkiv, na então Ucrânia Soviética, ela é filha de mãe dona de casa panamenha e pai engenheiro polonês. Chamada por seu nome polonês, Justine (Yostin ou Justyna), viveu um ano na Ucrânia e passou o resto da infância na vila de Wożuczyn, perto da cidade de Zamość, na Polônia. Após sua mãe terminar os estudos de Química, a família mudou-se definitivamente para o Panamá.
Na adolescência, trabalhou como modelo em desfiles de moda e em programas da televisão panamenha, começando na carreira em 1996 ao participar do concurso "Chica Modelo", uma competição local que buscava novos talentos, onde ganhou o prêmio de Melhor Modelo de Editorial. Com isto, passou a integrar o casting da Agência Physical Modelos, que, além de fornecer modelos para editoriais de moda e propaganda, treinava as candidatas do Miss Panamá. Seus principais trabalhos na época foram de ser hostess em eventos, fazer alguns ensaios publicitários e comerciais de televisão, até participar do Miss Panamá 2001. Também nesta época planejava completar seu curso de engenharia ambiental na Nova Zelândia  e chegou a trabalhar no Instituto Smithsonian.

## Participação em concursos de beleza

### Miss Panamá
Em 30 de agosto de 2001, Pasek venceu o concurso nacional anual de beleza do país, o Miss Panamá 2001, o que lhe deu o direito de representar o Panamá no Miss Universo do ano seguinte, realizado em Porto Rico. 

### Miss Universo 2002

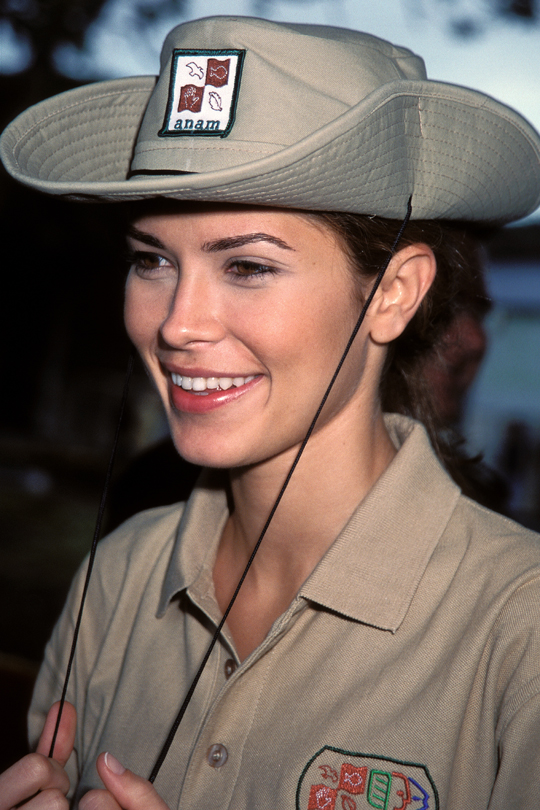
Justine Pasek cumprindo agenda já como Miss Universo 2002

Justine terminou em segundo lugar no Miss Universo 2002, mas meses depois se tornou a primeira mulher a herdar a coroa de Miss Universo depois da vencedora da edição, a russa Oxana Fedorova, ser destituída pela Miss Universe Organization (MUO) por não cumprir com as obrigações da função estipuladas em contrato.
Em uma entrevista após o ocorrido, Justine contou como soube que havia sido coroada: "eles me disseram que uma agência de modelos estava interessada em mim e queria ter fotos. Eu concordei porque era uma viagem grátis para Nova York! (risos). Eu fui para Nova York e fiz um ensaio fotográfico. Algumas semanas mais tarde, eles me convidaram para fazer uma viagem oficial para a China e o Japão como a segunda colocada no concurso. Quando Paula Shugart, que é presidente da organização Miss Universo, apareceu pessoalmente no aeroporto para me buscar, eu tinha certeza de que algo tinha acontecido. Ela me esclareceu a situação e eu aceitei. Imediatamente após a minha coroação, o ensaio que eu fiz no mês anterior foi publicado no site oficial do concurso e também divulgado para a imprensa".
Coroada formalmente por Donald Trump na Trump Tower em Nova Iorque em 24 de setembro de 2002, ela recebeu, entre outros inúmeros prêmios, a coroa de pérolas Mikimoto, avaliada em 250 mil dólares. Se auto descrevendo como uma "cidadã do mundo", seu reinado de oito meses a levou a viajar ao Japão, Indonésia, Tailândia, Egito, Aruba, Equador, Peru, Cuba, Canadá, México, além dos próprios Estados Unidos. Como representante da MUO, sua causa principal era a luta e a conscientização sobre o vírus HIV e como representante internacional desta causa, ela criou o primeiro centro de prevenção à doença em seu país. Ainda em seu reinado, trabalhou conjuntamente com o Global Health Council, o Harvard AIDS Institute, a AmFAR, o Centro de Controle e Prevenção de Doenças do Departamento de Saúde e Serviços Humanos dos Estados Unidos e tornou-se embaixadora da FAO - Food and Agriculture Organization, das Nações Unidas.

## Vida posterior
Nos anos seguintes tornou-se uma ativista dos direitos humanos, da preservação do meio ambiente, dos direitos dos homossexuais e Embaixadora da Boa Vontade da FAO, órgão das Nações Unidas.
Em 2015 ela recusou um convite para ser jurada do Miss USA 2015 devido aos comentários de Donald Trump sobre os mexicanos. e em 2016 ela se tornou uma das diretoras do Señorita Panamá, concurso que substituiu o Miss Panamá, onde ficou no cargo por apenas alguns meses devido a questões familiares.
Ela vive nos Estados Unidos, é casada desde 2008 com o empresário Daniel Joelson e tem dois filhos.